# Zbigniew Bukowski
Zbigniew Rafał Bukowski (ur. 28 kwietnia 1970) – polski prawnik i samorządowiec, dr hab. nauk prawnych, profesor uczelni w Instytucie Prawa i Ekonomii Uniwersytetu Kazimierza Wielkiego, w latach 1998–2001 starosta powiatu chełmińskiego.

## Życiorys
W 1994 ukończył studia prawnicze na Uniwersytecie Mikołaja Kopernika w Toruniu, natomiast 29 września 1998 obronił pracę doktorską Ochrona życia i zdrowia ludzkiego oraz środowiska przed niebezpiecznymi substancjami chemicznymi w polskim systemie prawnym, 20 maja 2011 habilitował się na Uniwersytecie Łódzkim na podstawie oceny dorobku naukowego i pracy Zrównoważony rozwój w systemie prawa. W przeszłości zatrudniony m.in. w Kujawskiej Szkole Wyższej we Włocławku na Wydziale Nauk Społecznych i Technicznych, Kujawsko-Pomorskiej Wyższej Szkole w Bydgoszczy, Wyższej Szkole Biznesu w Pile oraz Pomorskiej Szkole Wyższej w Starogardzie Gdańskim.
Objął funkcję profesora nadzwyczajnego Instytutu Prawa, Administracji i Zarządzania Wydziału Administracji i Nauk Społecznych Uniwersytetu Kazimierza Wielkiego, a także w Pomorskiej Szkole Wyższej w Starogardzie Gdańskim Wydziału Społecznego i Gospodarczego. Wspólnik w kancelarii Jendrośka, Jerzmański, Bar i Wspólnicy.
Piastuje stanowisko prorektora na Uniwersytecie Kazimierza Wielkiego. Został na tej uczelni kierownikiem Katedry Administracji.
Od 1998 członek Towarzystwa Naukowego Prawa Ochrony Środowiska oraz członkiem Centrum Prawa Ekologicznego. Wchodził w skład komitetów redakcyjnych czasopism naukowych takich, jak „Prawo i Środowisko”, „Polish Yearbook of Environmental Law”, „Prawne Problemy Górnictwa i Ochrony Środowiska”, „Czech Environmental Law Review”) czy „Przegląd prawa ochrony środowiska”.

## Aktywność samorządowa
Zaangażowany także w działalność samorządową. W latach 1990–1998 radny rady miejskiej w Chełmnie, od 1994 do 1998 wchodził w skład zarządu miasta. Również od 1994 do 1998 był delegatem do sejmiku samorządowego województwa toruńskiego. W 1998 wybrany radnym powiatu chełmińskiego, od listopada 1998 do grudnia 2001 pełnił funkcję jego starosty. W latach 1999–2001 przewodniczył Komisji Ochrony Środowiska Związku Powiatów Polskich.

## Publikacje
- 2010: Postępowanie administracyjne w sprawach z zakresu ocen oddziaływania na środowisko[1]
- 2012: Udział społeczeństwa w ochronie przyrody[1]
- 2013: Problematyka gospodarki odpadami a dyrektywa w sprawie emisji przemysłowych[1]